# Fernando de Trazegnies
Pour les articles homonymes, voir Trazegnies (homonymie).
Fernando de Trazegnies Granda, comte de Las Lagunas et marquis de Torrebermeja, né le 3 septembre 1935 à Lima, est un avocat péruvien.  Il a été ministre des Affaires étrangères du Pérou de 1998 à 2000 (présidence d'Alberto Fujimori).